# Trotocalpe leucoparypha
Trotocalpe leucoparypha är en fjärilsart som beskrevs av Louis Beethoven Prout 1934. Trotocalpe leucoparypha ingår i släktet Trotocalpe och familjen mätare. Inga underarter finns listade i Catalogue of Life.